# تقلیل ابعاد
کاهش ابعاد یا فروکاهی ابعاد (Dimension reduction) به فرایند کاستن و کم‌کردن از تعداد ابعاد و متغیرهای مورد نیاز برای نمایش و بررسی مسائل مطرح در ریاضیات، آمار، فیزیک، مهندسی، و بسیاری از شاخه‌های علوم محاسباتی و پیچیدهٔ نوین اطلاق می‌شود.
در ادبیات تحلیل‌های چند متغیری اساساً به روش‌هایی که برای کاهش ابعاد استفاده می‌شود، روش‌های محوری یا روش‌های هندسی گفته می‌شود. کاهش ابعاد به دو دسته انتخاب ویژگی و استخراج ویژگی تقسیم می‌شود.
در انتخاب ویژگی که در فضای اندازه‌گیری انجام می‌شود هدف پیدا کردن ویژگی‌های مطلوب از بین کل ویژگی‌های موجود است در حالی در استخراج ویژگی هدف انتقال ویژگی‌های انتخاب شده از فضای با ابعاد بیشتر به فضای با ابعاد کمتر و تعداد متغیرهای کمتر می‌باشد.

## انتخاب ویژگی‌ها
در این نگرش به دنبال زیرمجموعه‌ای از متغیرهای اصلی مسئله (که ویژگی یا خصوصیت نیز نامیده می‌شوند.) هستیم که بتواند به درستی نمونه‌های مسئله را از هم تفکیک کند.

## استخراج ویژگی‌ها
استخراج ویژگی (به انگلیسی: Feature extraction) فرایندی است که در آن داده‌ها در فضای با بعد بالا به فضای با بعد کمتر نگاشت می‌شوند. این نگاشت می‌تواند خطی (مانند روش تحلیل مؤلفه‌های اصلی) یا غیر خطی باشد.

## نفرین ابعاد زیاد
نفرین ابعاد یکی از خصوصیات مسائل طبقه‌بندی یا رگرسیون و به این معنی است که فضای ویژگی با ابعاد زیادتر باعث ایجاد تعداد زیادتری از پارامترها می‌شود که بایستی تخمین زده شود. در نتیجه با افزایش تعداد پارامترها احتمال Over fitting در مدل نیاز تقویت می‌شود. یعنی بهترین تعمیم کارایی زمانی حاصل می‌شود که زیر مجموعه‌ای از ویژگی‌های موجود بکار روند.